# مصطفى صفر
مصطفى صفر ولد في 1892 أو في 1898 في تونس العاصمة وتوفي في 7 مارس 1941 في نفس المدينة، هو سياسي تونسي.

## العائلة والتكوين
ولد مصطفى في عائلة من أثرياء مدينة تونس، وهو ابن المصلح البشير صفر الذي كان رئيس المدرسة الخلدونية وقائد، وهو كذلك حفيد الضابط والقائد مصطفى صفر.
درس في معهد كارنو بتونس والمدرسة الصادقية، ثم واصل تعليمه الجامعي في العلوم القانونية في باريس.

## السيرة الذاتية
في 1913، بدأ العمل كمترجم في القسم الأول للكتابة العامة للحكومة التونسية. في 1921، أصبح سكرتير وزير القلم مصطفى الدنقزلي. بعدها كان نائب رئيس قسم الدولة الهادي الأخوة، وخلفه في 1934، وكان يشغل في نفس الوقت مهمة مدير البروتوكول في الوزارة الكبرى. في 1935، عين في منصب شيخ مدينة تونس خلفا لعبد الجليل الزاوش.

بين 1927 و1930، تحمل منصب رئاسة النادي الأفريقي. كان مصطفى صفر يريد إحياء الموسيقى الأندلسية بعد عودته من قسنطينة، فقام في 1934 بتأسيس المدرسة الرشيدية، وهي جمعية ثقافية وفنية متخصصة في الموسيقى التونسية، وقام بترأسها حتى وفاته في 1941.

## تخليد ذكراه
بهدف تخليد ذكراه، تم تسمية شارع باسمه في حي البلفيدير في تونس العاصمة.